# Balázs Németh
Pour les articles homonymes, voir Németh.
Balázs Nemeth, né le 12 juin 1988 à Budapest, est un pilote de moto de vitesse.

## Biographie
Il remplace à partir du GP d'Italie 2009 la star hongroise de vitesse moto Gábor Talmácsi en partance pour le MotoGP dans l'écurie Scot Racing Team à la suite de problèmes avec son manager du Balatonring Team.